# Morinda artensis
Morinda artensis är en måreväxtart som beskrevs av Xavier Montrouzier. Morinda artensis ingår i släktet Morinda och familjen måreväxter. Inga underarter finns listade i Catalogue of Life.